# Tyler Rorke
Tyler Rorke (* 28. Mai 2003 in Baden, Ontario) ist ein kanadischer Bahnradsportler, der auf Kurzzeitdisziplinen spezialisiert ist.

## Sportlicher Werdegang
Rorke fing im Alter von 13 Jahren zunächst mit Mountainbiken an und wechselte bald zur Bahn, wo er sich zum Spezialisten für Teamsprint entwickelte. In dieser Disziplin wurde er 2021 bei den Junioren kanadischer Meister im Gespann mit Carson Mattern und Dylan Bibic.
Ab 2022 kam er in der Nationalmannschaft zum Einsatz, wo er vor allem mit Nick Wammes und James Hedgcock im Teamsprint erfolgreich war. Das Trio gewann die kanadischen Meisterschaften 2022 und 2023, die Panamerika-Meisterschaften 2023 und bei den Panamerikanischen Spielen 2023. Im April 2024 erzielte Rorke mit James Hedgcock und Ryan Dodyk im Nations Cup einen neuen kanadischen Rekord, der ihnen den dritten Platz und die Qualifikation für die Olympischen Spiele 2024 bescherte.

## Erfolge
2021
 Kanadischer Meister – Teamsprint (Junioren; mit Carson Mattern und Dylan Bibic)
2022
 Kanadischer Meister – Teamsprint (mit Nick Wammes und James Hedgcock)
 Panamerika-Meisterschaften – Teamsprint (mit Nick Wammes, James Hedgcock und Ryan Dodyk)
2023
 Panamerika-Meister – Teamsprint (mit Nick Wammes und James Hedgcock)
 Kanadischer Meister – Teamsprint (mit Nick Wammes und James Hedgcock)
 Panamerikaspiele – Teamsprint (mit Nick Wammes und James Hedgcock)
2024
 Panamerika-Meisterschaften – Teamsprint (mit Nick Wammes und James Hedgcock)